# Gryllopsis cingulata
Gryllopsis cingulata is een rechtvleugelig insect uit de familie krekels (Gryllidae). De wetenschappelijke naam van deze soort is voor het eerst geldig gepubliceerd in 1960 door Lucien Chopard.